# Nonnebakken
Nonnebakken (littéralement : la colline des nonnes) est une colline à Odense, Danemark. Il s'agit du site de l'un des six anciens chateaux circulaires viking, construit durant le règne de Sven Ier de Danemark (dit à la barbe fourchue), qui força son père Harald Ier de Danemark (dit à la dent bleue) à quitter le pays et à trouver refuge chez des Jomsvikings (des mercenaires vikings) à Wollin (actuellement en Pologne) en 975. Le fort permettait d'avoir une présence d'occupation sur la rivière Odense qui passe à côté de la colline.

## Caractéristiques
Le nom fait référence à un couvent de bénédictines situé sur ce site en des temps plus anciens. À la fin du XIIe siècle, les nonnes quittèrent le site pour construire une nouvelle église à Dalum au sud-ouest, maintenant un faubourg d'Odense.
Les restes archéologiques du château ont subi d'importants dégâts lorsqu'une loge de l'IOOF (Independent Order of Odd Fellows) décida de construire un bâtiment sur ce même site, au cours du XIXe siècle.
Le site a été fouillé par le Fyns Stiftsmuseum. Le château a un diamètre de 120 mètres et remonte aux années 980-1000, donc à la même période que les autres châteaux circulaires vikings.

### Comparaison avec les autres châteaux circulaires
| site                    | diamètre intérieur | largeur rempart | nb de maisons longues | longueur maison |
| ----------------------- | ------------------ | --------------- | --------------------- | --------------- |
| Aggersborg              | 240 m              | 11 m            | 48                    | 32,0 m          |
| Borgeby                 | 150 m              | 15 m            |                       |                 |
| Fyrkat                  | 120 m              | 13 m            | 16                    | 28,5 m          |
| Nonnebakken             | 120 m              |                 |                       |                 |
| Trelleborg (Slagelse)   | 136 m              | 19 m            | 16                    | 29,4 m          |
| Trelleborg (Trelleborg) | 125 m              |                 |                       |                 |